# اسکای‌آپ
اسکای‌آپ (انگلیسی: SkyUp) شرکت هواپیمایی اوکراینی است، که در سال ۲۰۱۶ تأسیس شد.